# Esports World Cup 2025 – PUBG: Battlegrounds
Trò chơi PUBG: Battlegrounds là 1 bộ môn thi đấu tại Esports World Cup 2025, tổ chức tại Riyadh, Ả Rập Xê Út, từ ngày 12 đến ngày 16 tháng 8 năm 2025. Có tổng cộng 24 đội tham gia giải đấu này.

## Thể thức

### Vòng bảng
- 24 đội sẽ được chia thành 3 bảng, mỗi bảng 8 đội và các bảng lần lượt thi đấu với nhau.
- Thi đấu theo thể thức tính điểm.
- 16 đội có điểm số cao nhất lọt vào Vòng Chung kết.
- 8 đội còn lại bị loại khỏi giải đấu.

### Vòng Chung kết
- 16 đội tham gia thi đấu 12 trận tính điểm.
- Các đội được xếp hạng theo tổng số điểm được họ giành được trong loạt trận.

## Các đội tham gia
| Khu vực    | Đội                    |
| ---------- | ---------------------- |
| GPR        | Freecs                 |
| GPR        | Twisted Minds          |
| GPR        | BB Team                |
| GPR        | Team Falcons           |
| GPR        | 17 Gaming              |
| GPR        | Theerathon Five        |
| GPR        | FULL SENSE             |
| GPR        | The Expendables        |
| Châu Âu    | Virtus.pro             |
| Châu Âu    | Geekay Esports         |
| Châu Âu    | Natus Vincere          |
| Châu Mỹ    | Team Liquid            |
| Châu Mỹ    | TOYO Esports           |
| Châu Mỹ    | ROC Esports            |
| Hàn Quốc   | T1                     |
| Hàn Quốc   | Gen.G                  |
| Hàn Quốc   | FN Esports             |
| Trung Quốc | Game Start Win         |
| Trung Quốc | Petrichor Road         |
| Trung Quốc | Change The Game        |
| APAC       | TDT Esports            |
| APAC       | AG.AL                  |
| APAC       | Buriram United Esports |
| APAC       | Sharper Esports        |

## Địa điểm thi đấu
Nhà thi đấu BR, một nhà thi đấu thể thao điện tử được xây dựng có mục đích dành cho Cúp thể thao điện tử thế giới ở Thành phố Boulevard, Riyadh, tổ chức tất cả các trận đấu trong suốt giải đấu.
| Ả Rập Xê Út                | Ả Rập Xê Út         | Ả Rập Xê Út | Ả Rập Xê Út |
| -------------------------- | ------------------- | ----------- | ----------- |
| Riyadh Thành phố Boulevard |                     |             |             |
| Nhà thi đấu BR             |                     |             |             |
|                            | Thành phố Boulevard |             |             |

## Vòng bảng

### Bảng đấu
| Bảng A                 | Bảng B          | Bảng C          |
| ---------------------- | --------------- | --------------- |
| Natus Vincere          | Geekay Esports  | Virtus.pro      |
| T1                     | Gen.G           | FN Esports      |
| TOYO Esports           | ROC Esports     | Team Liquid     |
| Buriram United Esports | Sharper Esport  | TDT Esports     |
| Game Start Win         | AG.AL           | Petrichor Road  |
| 17 Gaming              | Change The Game | Freecs          |
| The Expendables        | Team Falcons    | Twisted Minds   |
| FULL SENSE             | BB Team         | Theerathon Five |

### Kết quả
| VT | Đội                    | A-B | A-C | B-C | ĐT  | Trạng thái             |
| -- | ---------------------- | --- | --- | --- | --- | ---------------------- |
| 1  | ROC Esports            | 63  | -   | 42  | 105 | Lọt vào Vòng Chung kết |
| 2  | Theerathon Five        | -   | 60  | 39  | 99  | Lọt vào Vòng Chung kết |
| 3  | AG.AL                  | 30  | -   | 66  | 96  | Lọt vào Vòng Chung kết |
| 4  | Petrichor Road         | -   | 42  | 52  | 94  | Lọt vào Vòng Chung kết |
| 5  | Twisted Minds          | -   | 47  | 45  | 92  | Lọt vào Vòng Chung kết |
| 6  | Change The Game        | 27  | -   | 62  | 89  | Lọt vào Vòng Chung kết |
| 7  | Virtus.pro             | -   | 35  | 52  | 87  | Lọt vào Vòng Chung kết |
| 8  | Team Falcons           | 49  | -   | 31  | 80  | Lọt vào Vòng Chung kết |
| 9  | The Expendables        | 33  | 41  | -   | 74  | Lọt vào Vòng Chung kết |
| 10 | Natus Vincere          | 35  | 38  | -   | 73  | Lọt vào Vòng Chung kết |
| 11 | Freecs                 | -   | 45  | 27  | 72  | Lọt vào Vòng Chung kết |
| 12 | 17 Gaming              | 44  | 27  | -   | 71  | Lọt vào Vòng Chung kết |
| 13 | T1                     | 49  | 21  | -   | 70  | Lọt vào Vòng Chung kết |
| 14 | Gen.G                  | 54  | -   | 15  | 69  | Lọt vào Vòng Chung kết |
| 15 | Game Start Win         | 28  | 36  | -   | 64  | Lọt vào Vòng Chung kết |
| 16 | TOYO Esports           | 35  | 27  | -   | 62  | Lọt vào Vòng Chung kết |
| 17 | FN Esports             | -   | 45  | 14  | 59  | Bị loại                |
| 18 | TDT Esports            | -   | 36  | 15  | 51  | Bị loại                |
| 19 | FULL SENSE             | 21  | 25  | -   | 46  | Bị loại                |
| 20 | Team Liquid            | -   | 24  | 21  | 45  | Bị loại                |
| 21 | Sharper Esport         | 15  | -   | 28  | 43  | Bị loại                |
| 22 | BB Team                | 22  | -   | 21  | 43  | Bị loại                |
| 23 | Geekay Esports         | 18  | -   | 23  | 41  | Bị loại                |
| 24 | Buriram United Esports | 26  | 7   | -   | 33  | Bị loại                |

## Vòng Chung kết
| Vị trí | Đội             | Điểm tổng | Trạng thái |
| ------ | --------------- | --------- | ---------- |
| 1      | Twisted Minds   | 93        | Quán quân  |
| 2      | Gen.G           | 86        | Á quân     |
| 3      | Team Falcons    | 83        | Hạng 3     |
| 4      | The Expendables | 81        | Hạng 4     |
| 5      | Freecs          | 78        |            |
| 6      | Game Start Win  | 76        |            |
| 7      | 17 Gaming       | 76        |            |
| 8      | Virtus.pro      | 75        |            |
| 9      | Natus Vincere   | 69        |            |
| 10     | T1              | 68        |            |
| 11     | ROC Esports     | 66        |            |
| 12     | Theerathon Five | 57        |            |
| 13     | TOYO Esports    | 54        |            |
| 14     | AG.AL           | 48        |            |
| 15     | Change The Game | 47        |            |
| 16     | Petrichor Road  | 38        |            |

## Thứ hạng
| Thứ hạng | Đội tuyển              | Giải thưởng (%) | Giải thưởng (USD) | Điểm EWC |
| -------- | ---------------------- | --------------- | ----------------- | -------- |
| 1        | Twisted Minds          | 32,5%           | $650,000          | 1000     |
| 2        | Gen.G                  | 15%             | $300,000          | 750      |
| 3        | Team Falcons           | 10%             | $200,000          | 500      |
| 4        | The Expendables        | 6,7%            | $134,000          | 300      |
| 5        | Freecs                 | 5%              | $100,000          | 200      |
| 6        | Game Start Win         | 3,7%            | $74,000           | 150      |
| 7        | 17 Gaming              | 2,8%            | $56,000           | 100      |
| 8        | Virtus.pro             | 2,25%           | $45,000           | 50       |
| 9        | Natus Vincere          | 1,85%           | $37,000           |          |
| 10       | T1                     | 1,6%            | $32,000           |          |
| 11       | ROC Esports            | 1,425%          | $28,500           |          |
| 12       | Theerathon Five        | 1,325%          | $26,500           |          |
| 13       | TOYO Esports           | 1,225%          | $24,500           |          |
| 14       | AG.AL                  | 1,15%           | $23,000           |          |
| 15       | Change The Game        | 1,075%          | $21,500           |          |
| 16       | Petrichor Road         | 1%              | $20,000           |          |
| 17       | FN Esports             | 0,85%           | $17,000           |          |
| 18       | TDT Esports            | 0,8%            | $16,000           |          |
| 19       | FULL SENSE             | 0,75%           | $15,000           |          |
| 20       | Team Liquid            | 0,7%            | $14,000           |          |
| 21       | Sharper Esport         | 0,65%           | $13,000           |          |
| 22       | BB Team                | 0,6%            | $12,000           |          |
| 23       | Geekay Esports         | 0,55%           | $11,000           |          |
| 24       | Buriram United Esports | 0,5%            | $10,000           |          |